# Новина (Ленинградская область)
Новина — деревня в Пашском сельском поселении Волховского района Ленинградской области.

## История
Деревня Новинино упоминается на карте Санкт-Петербургской губернии 1792 года, А. М. Вильбрехта.
На карте Санкт-Петербургской губернии Ф. Ф. Шуберта 1834 года обозначена деревня Новинка.

НОВИНКА — деревня принадлежит поручику Осташеву, число жителей по ревизии: 25 м. п., 27 ж. п. (1838 год)

На карте Ф. Ф. Шуберта 1844 года, деревня Новинка, а также деревня Подгорье, расположенные на правому берегу реки Пармета обозначены, как Волость Ашперловская.

НОВИНКА — деревня генерал-лейтенанта Корсакова и Лукашевой, по просёлочной дороге, число дворов — 7, число душ — 13 м. п. (1856 год)

НОВИНКА — деревня владельческая при реке Пярмяти, число дворов — 7, число жителей: 20 м. п., 28 ж. п. (1862 год)

В 1868—1869 годах временнообязанные крестьяне деревни выкупили свои земельные наделы у В. Н. Кобылина и стали собственниками земли.
В 1869 году временнообязанные крестьяне выкупили свои земельные наделы у В. И. Ефремова.
В 1870—1871 годах крестьяне выкупили земельные наделы у М. В. Корсаковой.
В 1884 году были выкупилиены наделы у Е. И. Корсаковой.
Сборник Центрального статистического комитета описывал её так:

НОВИНКА — деревня бывшая владельческая, дворов — 9, жителей — 30; лавка.
(1885 год)

В XIX — начале XX века деревня административно относилась к Николаевщинской волости 3-го стана Новоладожского уезда Санкт-Петербургской губернии.
По данным «Памятной книжки Санкт-Петербургской губернии» за 1905 год, деревня Новинка входила в состав Антерловского сельского общества.
Согласно военно-топографической карте Петроградской и Новгородской губерний издания 1912 года деревня называлось Новинки.
По данным 1933 года, деревня Новинка входила в состав Кондежского сельсовета Пашского района Ленинградской области.
По данным 1966 и 1973 годов деревня называлась Новинка и входила в состав Кондежского сельсовета Волховского района.
По данным 1990 года деревня Новина входила в состав Часовенского сельсовета.
В 1997 году в деревне Новина Часовенской волости не было постоянного населения, в 2002 году проживали 4 человека (все русские).
В 2007 году в деревне Новина Пашского СП — 1, в 2010 году — 3 человека.

## География
Деревня расположена в северо-восточной части района на автодороге Сорзуй — Новина.
Расстояние до административного центра поселения — 47 км.
Расстояние до ближайшей железнодорожной станции Паша — 45 км.
Деревня находится на правом берегу реки Парметка.

## Демография
| 1838 | 1862 | 1885 | 1997 | 2002 | 2007 | 2010 |
| ---- | ---- | ---- | ---- | ---- | ---- | ---- |
| 52   | ↘48  | ↘30  | ↘0   | ↗4   | ↘1   | ↗3   |
| 2012 | 2017 |      |      |      |      |      |
| ↘1   | →1   |      |      |      |      |      |

### Национальный состав
Согласно данным Всероссийской переписи населения 2021 года в деревне проживали 5 человек, все русские.